# ASB Classic 2007
ASB Classic 2007 - жіночий тенісний турнір, що проходив на відкритих кортах з твердим покриттям ASB Tennis Centre в Окленді (Нова Зеландія). Це був 22-й за ліком ASB Classic. Належав до турнірів 4-ї категорії в рамках Туру WTA 2007. Тривав з 1 до 6 січня 2007 року.

## Фінальна частина

### Одиночний розряд
Єлена Янкович —  Віра Звонарьова, 7–6(11–9), 5–7, 6–3
- Для Янкович це був 1-й титул за рік і 2-й - за кар'єру

### Парний розряд
Жанетта Гусарова /  Паола Суарес —  Сє Шувей /  Шіха Уберой, 6–0, 6–2
- Для Гусарової це був 1-й титул за рік і 22-й - за кар'єру
- Для Суарес це був 1-й титул за рік і 43-й - за кар'єру